# Historia Szczecina

Obecny wzór herbu Szczecina

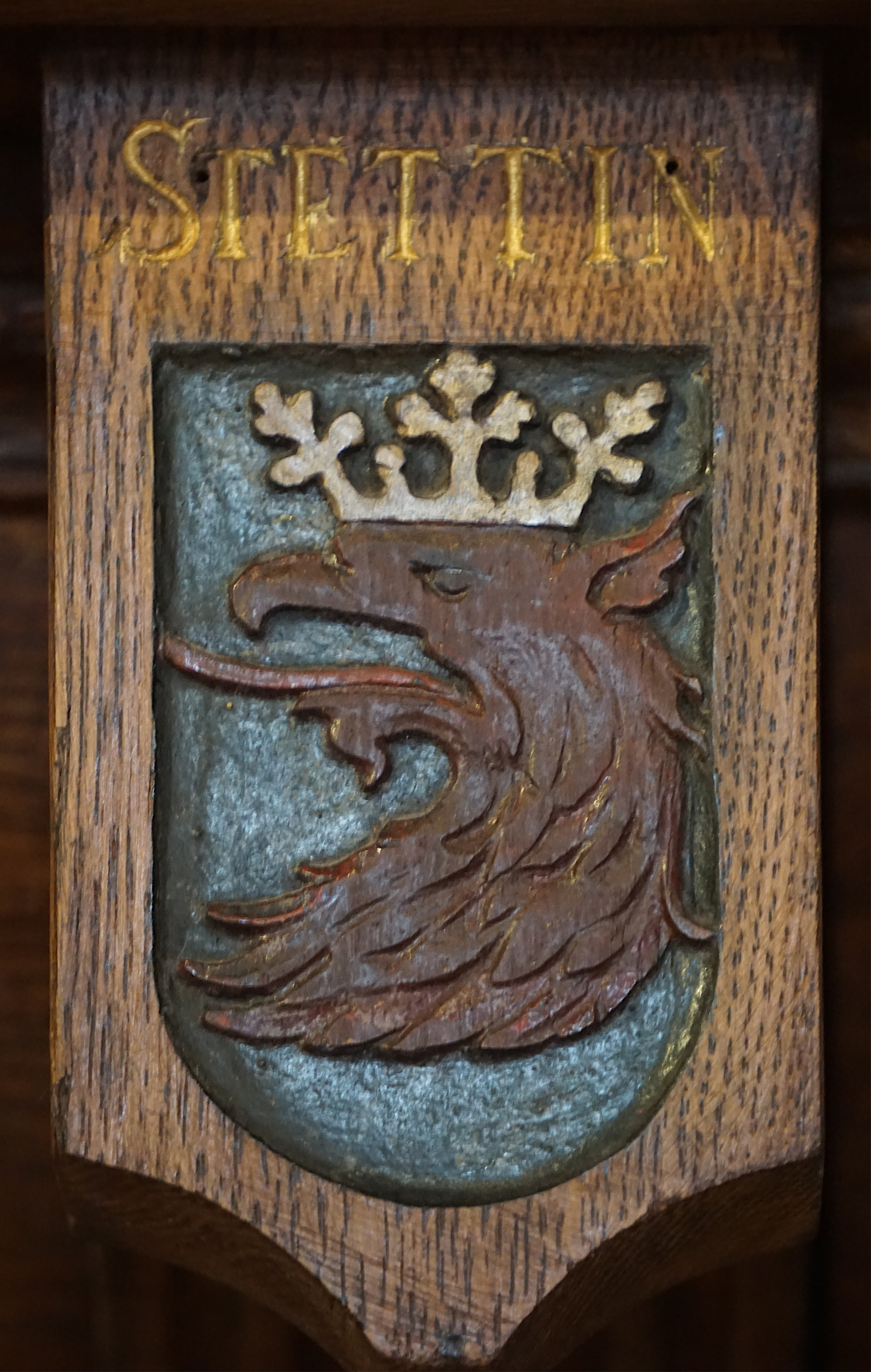
Herb Szczecina w sali plenarnej staromiejskiego ratusza w Gdańsku

Historia Szczecina – obejmuje dzieje miasta od powstania słowiańskiej osady w I tys. n.e. po czasy współczesne. Szczecin założyli Wkrzanie na przełomie VII/VIII wieku na dzisiejszym Wzgórzu Zamkowym. Początkowo była to typowa osada rolników i hodowców, jednak wraz z rozwojem handlu i rzemiosła przebudowano ją do grodu. W takiej postaci w X wieku opisywał Szczecin Ibrahim ibn Jakub, który nazwę miejscowości zapisał jako Sadżin.
Szczecin był ważnym ośrodkiem kultu pogańskiego, kiedy w 1121 zdobył go Bolesław Krzywousty, który zmusił mieszkańców do chrztu. Jednak ani Polska, ani nieco później Dania nie utrzymały długo kontroli nad miastem – ostatecznie weszło ono do domeny cesarskiej.
Szczecin, który otrzymał prawa miejskie w 1243, należał do głównych miast Hanzy i księstwa pomorskiego. W późnym średniowieczu w mieście zaczęła dominować ludność niemiecka – stan ten trwał aż do 1945.
Po wojnie trzydziestoletniej Szczecin przypadł Szwecji, która w 1720 utraciła miasto na rzecz Prus. W okresie wojen napoleońskich był okupowany przez Francuzów.
Wiek XIX to okres rozwoju przemysłu (przede wszystkim stoczniowego), transportu kolejowego oraz – od zniesienia statusu twierdzy w 1873 – dynamicznej rozbudowy miasta.
Podczas II wojny światowej miasto doznało zniszczeń w wyniku nalotów lotnictwa brytyjskiego i amerykańskiego. 26 kwietnia 1945 Szczecin zajęła Armia Czerwona, a już 2 dni później przybył do niego pierwszy polski prezydent – Piotr Zaremba. Losy miasta ważyły się jednak aż do 5 lipca 1945, kiedy to ostatecznie przekazano je Polsce.
Podczas tzw. „wydarzeń grudniowych” 1970 w Szczecinie śmierć poniosło 16 osób. Miasto odegrało także ważną rolę podczas Sierpnia 1980 oraz strajków w 1988. W 1990 roku zjednoczone Niemcy przez podpisanie traktatu granicznego nieodwołalnie uznały przynależność Szczecina do Polski.

## Najwcześniejsze dzieje
W VII–VI wieku p.n.e. istniała na tym terenie osada z okresu kultury łużyckiej. Jest jednak możliwe, że ciągłość udokumentowanej źródłami historii zasiedlenia tego miejsca sięga blisko 1850 lat. W czasach antycznych w okolicach Szczecina istniała miejscowość o nazwie Susudata. Została ona odwzorowana na antycznej mapie Klaudiusza Ptolemeusza z lat 142–147 n.e. O tym, że miejscowość ta znajdowała się w sąsiedztwie Szczecina, informuje kompendium Lexicon Universale oraz wynika to z położenia wśród innych zidentyfikowanych miejscowości Pomorza.

## Wczesne średniowiecze

### Gród nad Odrą
Najstarsze ślady osadnictwa wczesnośredniowiecznego Szczecina, sięgają końca IX w. i początków X w. Książęta słowiańscy zbudowali gród otoczony fosą. U jego podnóża rozwinęła się osada handlowo-rybacka. Warowny gród składał się z trzech części: grodu, podgrodzia i portu handlowo-rybackiego. Rozciągał się na błotnistych terenach lewego brzegu Odry oraz na wyspie Łasztowni. Przekazy Ibrahima ibn Jakuba z poł. X w. mówią o dużym słowiańskim mieście portowym nad Odrą, które nazywało się Sadżin lub Sasin, wokół którego rozwijało się gęste osadnictwo wiejskie. Gród miał owalny kształt, w środku zwężony. 

### Wierzenia pogańskie Szczecina
Szczecin uchodził ówcześnie za najstarsze i najznakomitsze miasto – matkę innych grodów, w którym znajdowały się cztery pogańskie świątynie. 
Z trzech pagórków, na których rozlokował się gród, środkowy najwyższy poświęcono najpotężniejszemu z bogów – Trygławowi. Świątynia Trygława znajdowała się w centralnym punkcie grodu i uchodziła za najważniejszą. Jej ściany wewnętrzne i zewnętrzne były pokryte kolorowymi rzeźbami, przedstawiającymi ludzi i zwierzęta. Posąg bóstwa był trójgłowy, pokryty złotem. Był symbolem panowania nad trzema państwami: nad niebem, ziemią i piekłem. W świątyni składano zdobyte w bitwach – oręże i przepisane prawem dziesięciny. Prócz tego przechowywano również złote i srebrne czasze, wielkie pozłacane, wysadzane drogimi kamieniami rogi wojenne, miecze, noże i skóry.
Trzy pozostałe świątynie zdaniem scholastyka bamberskiego Herborda były o wiele mniejsze, były mniej ozdobione i mniej czczone. Wewnątrz jednej z nich stały stołki. W określonych dniach, odbywały się zebrania starszyzny plemiennej, w celu zabaw, biesiad oraz ważnych narad. 
Obok świątyń, z licznymi większymi i mniejszymi posągami, był także w Szczecinie wielki ciernisty dąb, z tryskającym pod nim źródłem (miejsce pobytu jednego z bóstw). W grodzie był także święty biały koń, poświęcony Trygławowi, którego mógł dosiąść tylko jeden z kapłanów. Przed wyprawami, przy pomocy konia i bliżej nieokreślonych wróżb radzono się w ważniejszych sprawach plemiennych. Kapłani nie tworzyli warstwy społecznej. Każda ze świątyń posiadała jednego kapłana. Według Ebona istniała funkcja arcykapłana, który posiadał zwierzchnictwo nad pozostałymi. Kapłanów w każdej chwili można było odwołać.

### Ustrój republikański Szczecina
Szczecin był republiką o charakterze arystokratyczno-patriarchalnym. Rządy miasta należały do starszyzny. Ważną rolę w grodzie odgrywał wiec. Do wiecu należało m.in. dbanie o dobro własne grodu, podejmowanie decyzji w sprawach plemienia (w tym obowiązującej religii), a także wojny i pokoju. Uchwały wiecu miały moc prawną, nie zawsze musiały być poprzedzone decyzjami rady starszyzny. Wiec w sprawach ważnych wymagał jednomyślności. Starszyznę, według Herborda i Ebona, określano najczęściej mianem primates, principes, honorabiles, lub maiores. Byli to ludzie pochodzący ze znamienitych rodów, wyróżniający się bogactwem lub doświadczeniem życiowym.
Niższe warstwy społeczności szczecińskiej stanowili mediocres (niezależni i zamożni), rzesze prostego ludu oraz tzw. domownicy (inaczej niewolnicy). Wpływ ludu na sprawy publiczne był ograniczony. Źródła nie przekazują żadnych wiadomości o stałej drużynie zbrojnej grodu, której zadaniem było pilnowanie przestrzegania porządku w mieście oraz obrona godności starszyzny. Wiadomo tylko, że część wolnych obywateli zbroiła się w razie wojny zewnętrznej, wystawiając czasem kontyngent posiłkowy.

### Szczecin pod panowaniem Polan
W latach 967–972, książę Mieszko I przyłączył Pomorze Zachodnie, wraz ze Szczecinem do państwa Polan. Bitwa pod Cedynią, pomiędzy Mieszkiem I a Hodonem, margrabią Marchii Łużyckiej – przyczyniła się do krótkiego panowania Polan nad Pomorzem Zachodnim. Zainteresowanie Mieszka I regionem było podyktowane zamieszkiwaniem tych ziem przez pokrewne etnicznie ludy słowiańskie, natomiast dogodne położenie i dostęp do morza, wyznaczało wiele wspólnych interesów gospodarczych i politycznych.
W 992 został wydany przez Mieszka I dokument, znany z jego streszczenia (regestru) jako dagome iudex, określający granice państwa polańskiego. W opisie znajduje się Schinesgne, który identyfikowany jest także ze Szczecinem. Z dokumentu wynika, że w ostatnich latach X w. – Szczecin wraz z Pomorzem, znajdował się w sferze wpływów piastowskich. Za czasów Bolesława Chrobrego, ok. 1007 ziemie te odzyskały niezależność.

## Okres panowania dynastii Gryfitów

Hanzeatycka flaga Szczecina

Po bitwie koło Strugi (część Płoni) w 1121 książę Bolesław Krzywousty ponownie przyłączył miasto do Polski, książę Warcisław I uznał jego zwierzchność, złożył Krzywoustemu hołd lenny, zobowiązał się płacić co roku trybut w wysokości 300 grzywien i dostarczać posiłki wojskowe. Oprócz tego Warcisław musiał zgodzić się, by Bolesław przysłał na Pomorze misjonarzy chrześcijańskich pod przywództem bpa Ottona z Bambergu. Założone przez nich biskupstwo pomorskie (1140–1535) z siedzibą w Wolinie (do 1175 r.) i Kamieniu Pomorskim (do 1535 r.) podlegało kościelnej metropolii gnieźnieńskiej. W 1185 miasto, wraz z Pomorzem Zachodnim, zostało lennem Danii, a następnie w 1235 stało się lennikiem cesarza i weszło w skład Świętego Cesarstwa Rzymskiego.
W 1243 książę Barnim I nadał Szczecinowi magdeburskie prawa miejskie. W kolejnych latach miasto nabywało kolejne tereny: w 1283 jezioro Dąbie, a w 1321 – Police. W XIII wieku Szczecin stał się miastem hanzeatyckim. 
Na miejscu grodu słowiańskiego w XIV wieku książę Barnim III Wielki wybudował swoją siedzibę, tzw. „Kamienny Dom” oraz kaplicę św. Ottona. Zabudowania te stanowiły pierwszą fazę konstrukcji zamku książęcego (zwanego dzisiaj Zamkiem Książąt Pomorskich). W latach 1454–1464 miasto prowadziło konflikt zbrojny o prymat w handlu morskim z pobliskim Stargardem.
W 1428 w mieście wybuchło powstanie pospólstwa (któremu przewodzili kupiec Gerard von Afen i rzeźnik Hans Kerckhoff) przeciwko wprowadzeniu podatków na walkę z husytami, które tymczasowo spowodowało przejęcie władzy w mieście z rąk patrycjatu, jednak powrócił on w tym samym roku do władzy (z pomocą księcia szczecińskiego Kazimierza V), a przywódcy pospólstwa zostali skazani na śmierć przez łamanie kołem.
W 1464 zmarł ostatni przedstawiciel szczecińskiej linii Gryfitów i po jego śmierci próbę przejęcia księstwa szczecińskiego podjęła Brandenburgia. Jednakże wówczas do Szczecina wkroczyli książęta Eryk II władający w Słupsku i Warcisław X władający w Wołogoszczy i obronili dziedzictwo dynastii. Po śmierci Eryka II w 1474 roku władzę w księstwie słupskim i szczecińskim objął jego syn Bogusław X, który 4 lata później, po śmierci stryja Warcisława X zjednoczył księstwo pomorskie, a w 1491 przeniósł na stałe jego stolicę do Szczecina.
Wskutek kolonizacji niemieckiej w 1514 wprowadzono tu zakaz przyjmowania do cechu krawców osób, które miały słowiańskie pochodzenie.
W 1532 księstwo zostało ponownie podzielone, a miasto stało się stolicą księstwa szczecińskiego. Jednakże tym razem podział na dwa księstwa (ze stolicami w Szczecinie i Wołogoszczy) miał charakter umowny i książęta władający oboma częściami dziedziczyli po sobie oba trony, a dwukrotnie o ich przydziale decydowało losowanie.
W 1534 mieszkańcy Szczecina przeszli na protestantyzm (luteranizm). W 1570 został podpisany pokój w Szczecinie kończący I wojnę północną.
Począwszy od roku 1589, w którym urodził się ostatni książę Ulryk Rycerski, dynastia zaczęła gwałtownie wygasać. Kolejni książęta umierali i w chwili wybuchu wojny trzydziestoletniej w 1618 roku żyło ich już tylko pięciu. Do roku 1625 zmarli bezpotomnie czterej z nich, a ostatni, Bogusław XIV, zmarł w Szczecinie 10 marca 1637 r., gdy miasto było pod szwedzką okupacją wojenną. 
W roku 1612 Szczecin nawiedziła powódź. Woda z roztopów wiosennych podniosła się tak bardzo, że sięgała prawie mostów. Podobna duża powódź była w roku 1625 i 1661

### Obwarowania miejskie

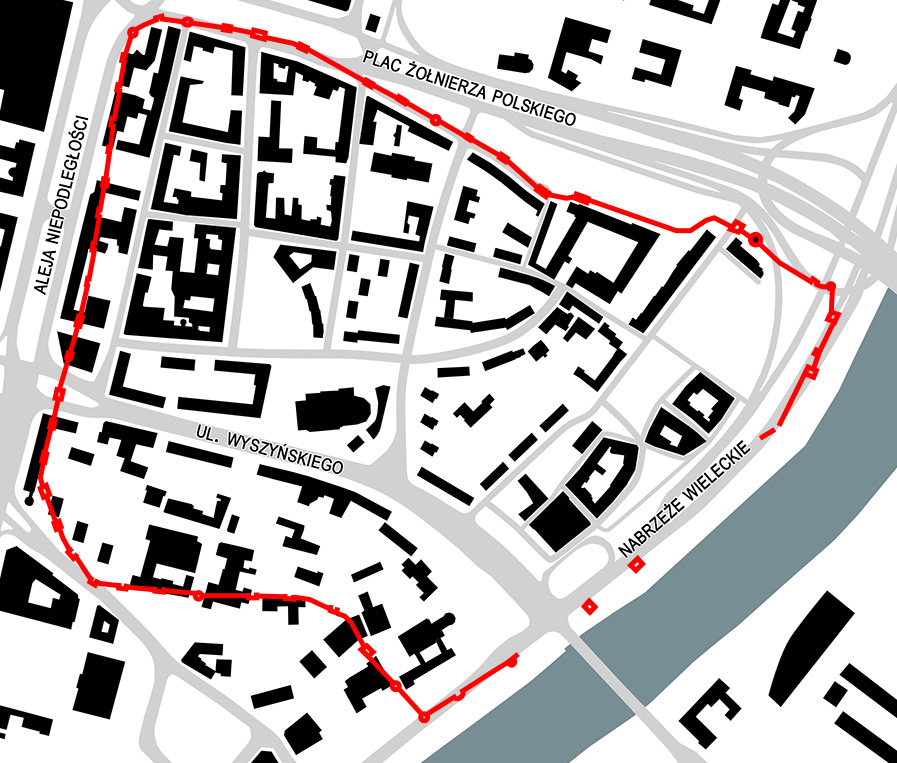
Przybliżony przebieg średniowiecznych murów Szczecina opracowany przez dr inż. arch. Macieja Płotkowiaka

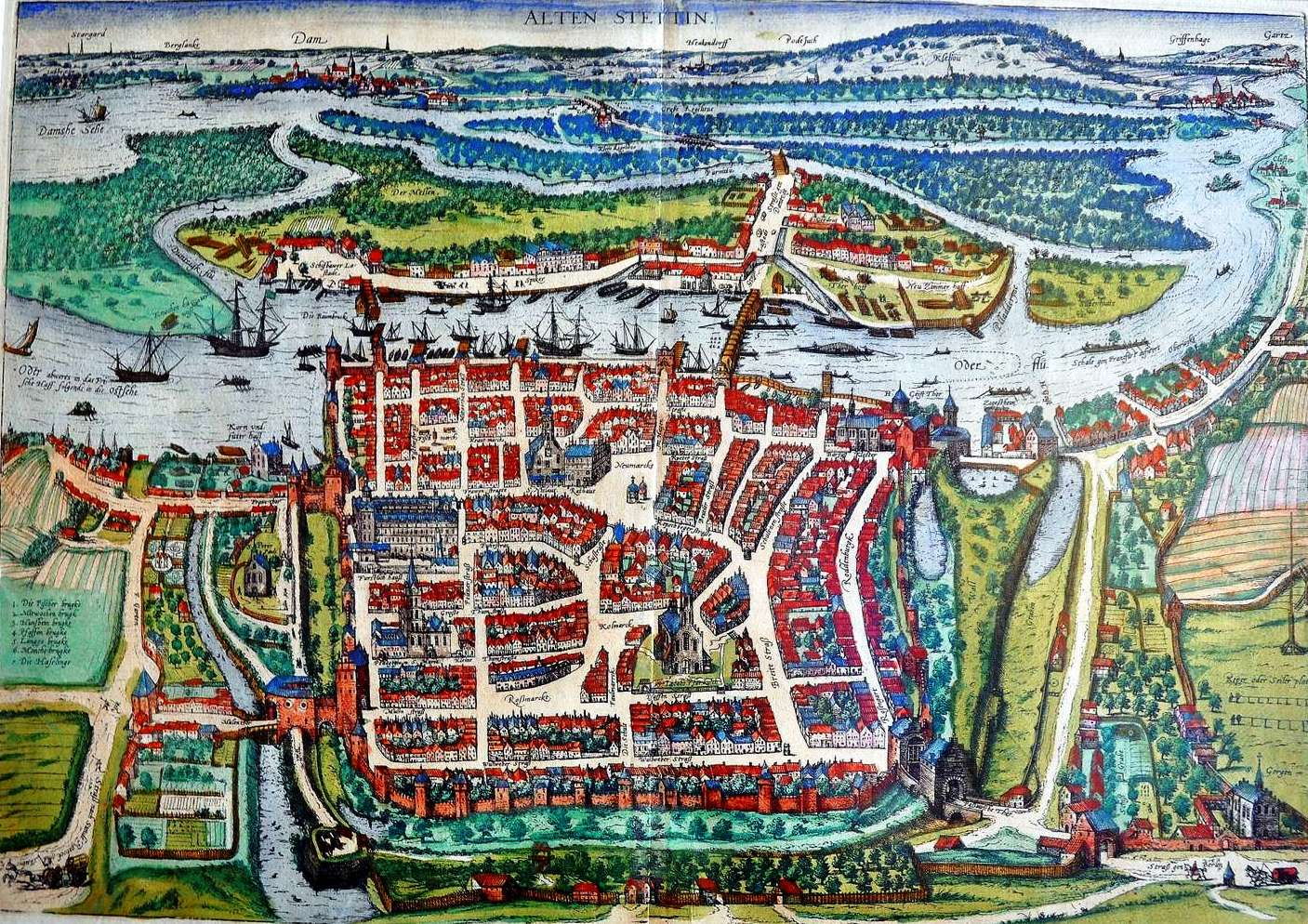
Mapa z pracy Georga Brauna i Fransa Hogenberga Civitates orbis terrarum z 1581 roku (ten egzemplarz pochodzi jednak z późniejszego wydania z 1630)

Pierwsze informacje o średniowiecznych murach obronnych i prowadzących do miasta bramach pochodzą z roku 1283. Kamienno-ceglane obwarowania zostały ukończone na przełomie XIII i XIV wieku. Najstarszym widokiem miasta jest miedzioryt podkolorowany autorstwa Georga Brauna i Fransa Hogenberga z księgi Civitates orbis terrarum z 1581. Średniowieczne obwarowania zostały zburzone podczas budowy nowych fortyfikacji miejskich przez Fryderyka Wilhelma I w latach 1724–1740.

## Okres szwedzki

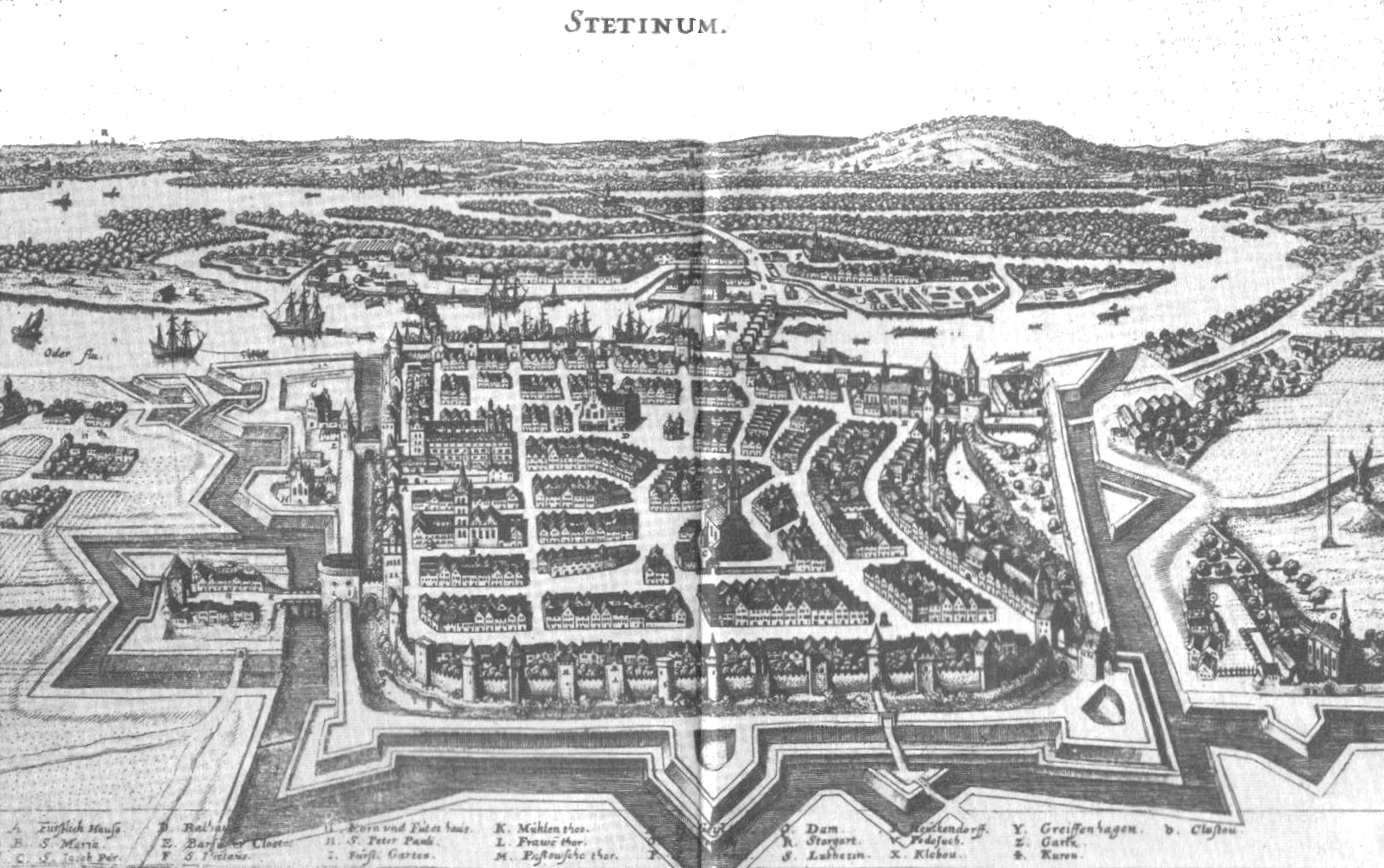
Mapa Lukasa Schmitzera z ok. 1660 na podst. mapy Meriana wyd. w 1652

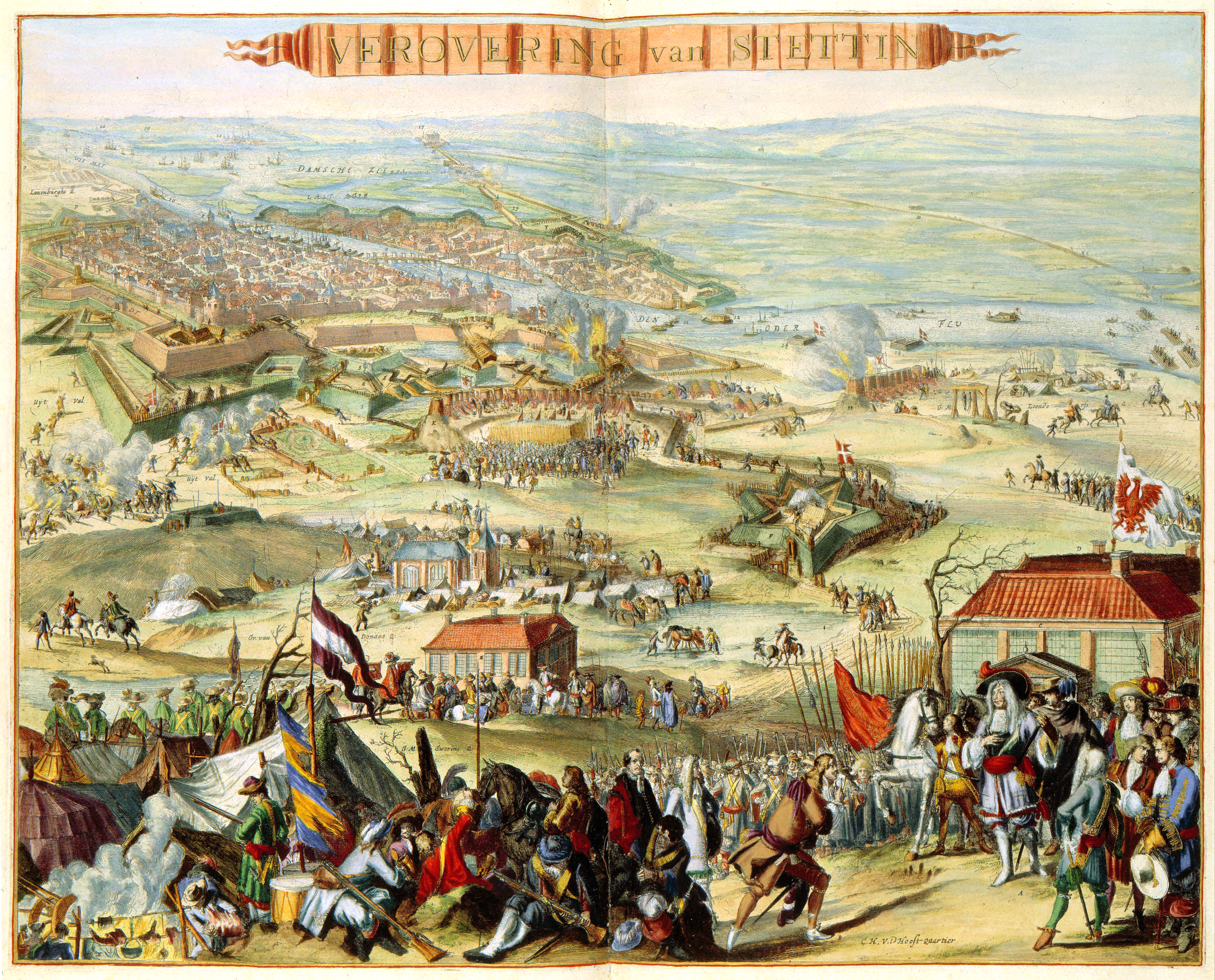
Oblężenie Szczecina w czasie wojny skańskiej

W czasie wojny trzydziestoletniej, w 1627 Szczecin został zajęty przez wojska cesarskie, a w 1630 r., miasto zajęli Szwedzi, co usankcjonował pokój westfalski. Działania wojenne podczas potopu szwedzkiego przyczyniły się do upadku gospodarczego miasta.
Panowanie Szwedów i budowa twierdzy Szczecin zamknęły możliwości ekspansji terytorialnej ograniczając obszar miasta do około 54 ha na lewym i około 10 ha na prawym (Łasztownia) brzegu Odry Zachodniej. 

## Okres pruski i niemiecki
W 1713 miasto zostało zajęte przez Prusy, co potwierdził pokój w Sztokholmie w 1720. Władze pruskie pozbawiły miasto autonomii administracyjnej i zniosły przywileje cechowe. W XVIII wieku w mieście zaczęli się osiedlać francuscy hugenoci.
W 1729 w Szczecinie urodziła się córka komendanta pruskiego garnizonu Zofia Fryderyka Augusta księżniczka zu Anhalt-Zerbst, późniejsza cesarzowa Katarzyna II. 30 lat później urodziła się druga żona cara Pawła I – Maria Fiodorowna.

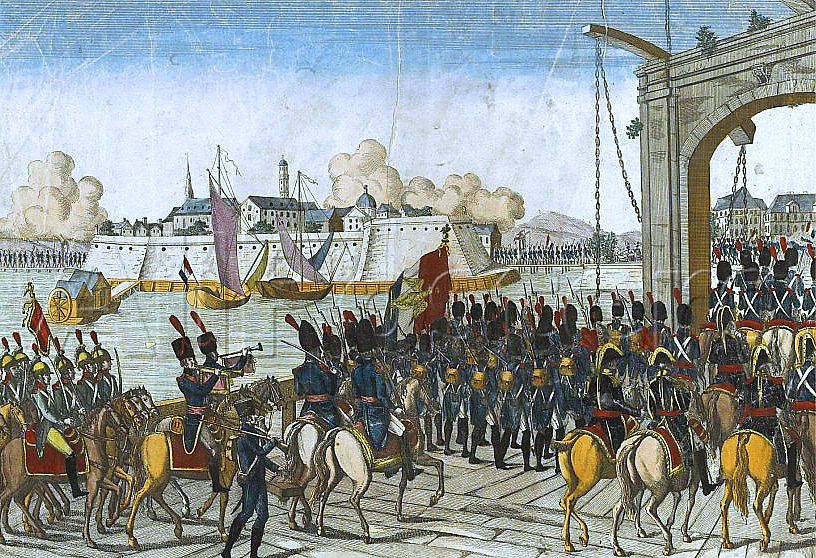
Zdobycie Szczecina przez wojska francuskie w 1806 roku

W czasie wojny siedmioletniej Rosjanie dokonali oblężenia Szczecina. W latach 1806–1813 Szczecin był pod okupacją francuską. Od 21 lutego do 29 lipca 1809 tu stacjonował sztab 4. płku strz. konnych armii Księstwa Warszawskiego, zwalczający na Pomorzu Szwedzkim pruskie oddziały powstańcze mjra Schilla. Od stycznia do 5 grudnia 1813 twierdza była bohatersko broniona przez francuskiego gen. Barbanègre.
W 1816 wyłączono z granic miasta Police. W lutym 1827, Carl Loewe dyrygował orkiestrą podczas światowego prawykonania dzieła Felixa Mendelssohna-Bartholdy’ego – uwertury koncertowej do Snu nocy letniej (według Szekspira). W 1843 miasto otrzymało połączenie kolejowe z Berlinem dając początek kolei na Pomorzu, wkrótce potem zaczął intensywniej rozwijać się przemysł.

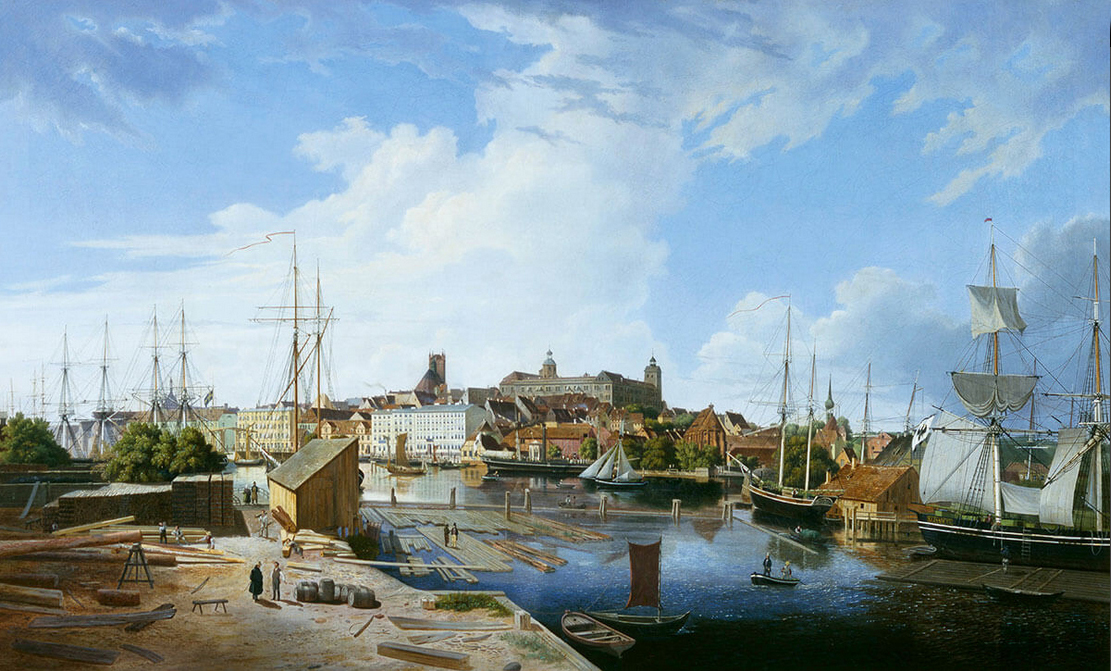
Ludwig Eduard Lütke Widok z Łasztowni na Zamek i Stare Miasto, 1836. Muzeum Narodowe w Szczecinie.

Szczecin wcześnie uzyskał podstawową infrastrukturę techniczną: gazownia powstała w 1846 roku, sieć gazową wykonano w 1848 r., wodociąg i kanalizację założono w 1864 r., a sieć elektroenergetyczną w 1886 r. Pierwsze linie tramwajowe założono w 1879 r., a ich elektryfikację przeprowadzono w 1897 r.
W 1873 rada miejska podjęła decyzję o zburzeniu obwarowań i rozbudowie miasta, co wiązało się z likwidacją twierdzy. Uruchomiło to gwałtowną urbanizację obszarów pofortecznych wokół Starego Miasta. Ogromny ruch budowlany realizowany był według planów z 1874 r. miejskiego radcy budowlanego Konrada Kruhla, głównego planisty szczecińskiego śródmieścia.
W 1878 burmistrzem miasta został Hermann Haken, inicjator podniesienia rangi miasta i portu do poziomu światowego.
W 1897 roku uruchomiono w mieście hutę żelaza. W początku XX wieku wybudowano oczyszczalnię ścieków. W 1900 r. przyłączono miasto Grabowo oraz Drzetowo i Niemierzyn, podjęto również decyzję o utworzeniu Cmentarza Centralnego. Za kolejnego nadburmistrza Friedricha Ackermanna w 1911 przyłączono kolejne tereny m.in. Pogodno i Niebuszewo.
Od schyłku XIX wieku szczecińscy Polacy przystąpili do organizacji polskiego życia miasta. Jako jedno z pierwszych polskich stowarzyszeń, w 1890 powstało Towarzystwo Robotników Polsko–Katolickich. Po I wojnie światowej wskutek wyjazdu części Polaków do odrodzonej Polski liczebność szczecińskich Polaków spadła do 2 tysięcy. Mimo to powstawały nowe organizacje polskie. W 1924 rozpoczął działalność szczeciński oddział Związku Polaków w Niemczech, a 1925 powołano Konsulat RP w Szczecinie. W kolejnych latach powstały m.in. Towarzystwo Śpiewu im. Chopina, polska szkoła, drużyna harcerska „Gryf”, Towarzystwo Polskich Kobiet. Po dojściu do władzy nazistów w Niemczech w 1933 wzmogły się represje wobec szczecińskich Polaków. Zamknięto m.in. polską szkołę, a w 1938 aresztowano i osadzono w obozie koncentracyjnym Oranienburg prezesa lokalnego oddziału Związku Polaków w Niemczech, Stanisława Borkowskiego. W 1939 Niemcy zakazali działalności wszystkich organizacji polskich i aresztowali kolejnych czołowych przedstawicieli polskiej społeczności miasta, Maksymiliana Golisza i Aleksandra Omieczyńskiego, których później zamordowali w czasie II wojny światowej.

## II wojna światowa
15 października 1939 do miasta przyłączono wiele okolicznych wsi, w tym także 2 miasta: Police i Dąbie – utworzone zostało tzw. Wielkie Miasto Szczecin, istniejące do zakończenia wojny. Na tym terenie istniało ok. 100 obozów pracy przymusowej.
Wskutek alianckich nalotów bombowych od 1943 r. zabudowa miasta została zniszczona w 60–70%, port wraz z przyległościami w 70–80%, a obiekty przemysłowe uległy zniszczeniu niemal w 90%.
W lutym 1945 r. władze niemieckie rozpoczęły ewakuację mieszkańców miasta, wyposażenia fabryk i archiwów oraz wznoszenie barykad, rowów przeciwczołgowych i pól minowych. Od 14 do 20 marca trwały ciężkie walki o wschodnie dzielnice Szczecina. Uczestniczyły w nich m.in. jednostki 47 i 61 armii oraz 2 armii pancernej gwardii I Frontu Białoruskiego, a także 2 dywizja artylerii i 1. Samodzielna Brygada Moździerzy 1. Armii Wojska Polskiego. 20 marca miasto ogłoszono twierdzą, a po zajęciu prawobrzeżnych osiedli przez wojska radzieckie zaminowano port i zniszczono mosty na Odrze. W dalszych bojach przy forsowaniu Regalicy i Odry oraz zajmowaniu lewobrzeżnego Szczecina od 15 do 26 kwietnia brały udział oddziały 65 armii 2. Frontu Białoruskiego (polegli w walkach zostali pochowani na cmentarzu przy ul. Ku Słońcu, a w 1967 roku nad ich kwaterami stanął Pomnik Braterstwa Broni). Ostatecznie miasto zostało zajęte 26 kwietnia 1945 bez walki.
| Data nalotu         | Liczba samolotów | Typ samolotów                  | Lotnictwo    |
| ------------------- | ---------------- | ------------------------------ | ------------ |
| 20/21 kwietnia 1943 | 195+134+11       | Lancaster + Halifax + Stirling | RAF          |
| 5/6 stycznia 1944   | 348+10           | Lancaster + Halifax            | RAF          |
| 11 kwietnia 1944    | 127              | Boeing B-17 Flying Fortress    | US Air Force |
| 13 maja 1944        | 215              | B-17                           | US Air Force |
| 16/17 sierpnia 1944 | 461              | Lancaster                      | RAF          |
| 29/30 sierpnia 1944 | 402              | Lancaster                      | RAF          |

## Polska Ludowa

### Przekazanie Szczecina Polsce

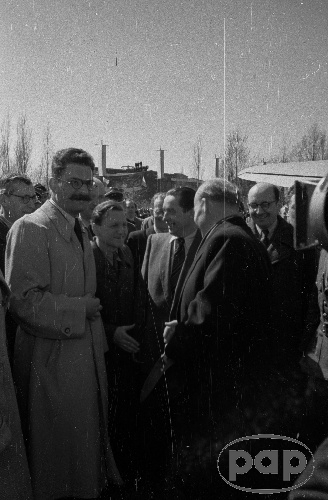
Uroczystości Tygodnia Ziem Zachodnich w Szczecinie; lotnisko Dąbie (20 kwietnia 1947); powitanie wicepremiera i ministra Ziem Odzyskanych, Władysława Gomułki (tyłem) przez wojewodę szczecińskiego, Leonarda Borkowicza (z lewej), i prezydenta miasta, inż. Piotra Zarembę (z prawej)

25 kwietnia 1945 roku miasto opuścił ostatni Gauleiter Szczecina i Pomorza Franz Schwede-Coburg. Następnego dnia (26 kwietnia) miasto zostało zajęte przez sowiecką 65 Armię pod dowództwem gen. Pawła Batowa, a już 28 kwietnia przybyły do niego polskie władze. Na czele Tymczasowego Zarządu Miasta stanął inż. Piotr Zaremba, wyznaczony przez władze na urząd prezydenta miasta. 30 kwietnia na maszt na Wałach Chrobrego została wciągnięta biało-czerwona flaga. W tym czasie w Szczecinie znajdowało się zaledwie około 200 Polaków oraz około 6 tys. Niemców, których zgromadzono w dzielnicy Niebuszewo. Początkowo przyszły status miasta był niepewny, ponieważ ogólne ustalenia mówiły o wytyczeniu granicy na Odrze. Z tego powodu 5 maja sowiecki wojskowy komendant miasta płk. Aleksandr A. Fiedotow udzielił zgody na powstanie w mieście niemieckiego cywilnego zarządu administracyjnego. Niemiecki zarząd sprawował początkowo władzę tylko w dzielnicy Niebuszewo, ale z czasem objął władzę nad całym miastem.
12 maja pełnomocnik Rządu na Okręg Pomorze Zachodnie Leonard Borkowicz wystosował do rządu notę, w której skarżył się na utrudnienia przy osiedlaniu się Polaków stwarzane przez sowietów oraz gwałty dokonywane przez żołnierzy na cywilach, jednak polskie władze nie zdecydowały się na udzielenie wsparcia, za to nakazały ewakuację polskiej administracji, która została przeprowadzona 17–19 maja 1945 roku. W odpowiedzi nastąpił napływ do miasta ludności niemieckiej, której liczebność wzrosła z 6 do 24 tysięcy.
Borkowicz zdecydował się wówczas osobiście rozmawiać z dowódcą 2. Frontu Białoruskiego Konstantym Rokossowskim i to Rokossowski w pierwszych dniach czerwca przekazał stanowisko Stalina o tym, że polska administracja może wrócić do Szczecina. Prezydent Zaremba powrócił do Szczecina 9 czerwca, nie zakończyło to jednak istnienia niemieckiej administracji, a w mieście istniały dwa zarządy. W tym okresie nasilił się napływ polskich osadników i niemieckich reemigrantów. 19 czerwca polska administracja z prezydentem na czele ponownie musiała opuścić miasto.
Ostatecznie 1 lipca dowództwo radzieckich wojsk okupacyjnych w Berlinie poinformowało o przekazaniu Szczecina stronie polskiej, co dwa dni później potwierdziła administracja marsz. Żukowa, któremu miasto podlegało od 11 czerwca. 5 lipca administracja polska ostatecznie przejęła władze w mieście. Oficjalne przekazanie miasta władzom polskim nastąpiło 5 lipca 1945 roku. Ostateczne uregulowanie sprawy przynależności Szczecina do Polski nastąpiło jeszcze później, w wyniku konferencji poczdamskiej (17 lipca – 2 sierpnia 1945).
Polska administracja przejęła miasto z wyłączeniem portu, który w całości pozostawał w rękach sowieckich do 1947 roku (w części nawet do 1955 roku). Sowieci wykorzystywali szczeciński port do załadunku zdobycznego sprzętu z terenu Niemiec.

### Wymiana ludności
Okres polskiego osadnictwa w Szczecinie jest dzielony na trzy etapy:
- kwiecień 1945 – 5 lipca 1945 – okres niepewności co do przynależności Szczecina
- 5 lipca 1945 – koniec 1947 – największe nasilenie ruchów migracyjnych,
- od roku 1948 – stabilizacja ruchów migracyjnych.

W maju 1945 z miasta wyjechało ponad 4 tys. Polaków osiedlonych wcześniej, zaniepokojonych przedłużającymi się rozmowami na temat przebiegu granicy między Polską i radziecką strefą okupacyjną Niemiec. Równocześnie notowano ponowny przyrost liczby ludności niemieckiej – Niemców, którzy wcześniej opuścili miasto, zaczęli powracać (ok. 1700 osób dziennie). Przybywali nieliczni polscy osadnicy. Na początku lipca 1945 w Szczecinie mieszkało 83765 Niemców i 1578 Polaków.
Szybki wzrost liczby ludności polskiej nastąpił po konferencji poczdamskiej (17 lipca – 2 sierpnia 1945). Już w sierpniu 1945 zameldowanych było ponad 17 tys. Polaków, a w grudniu – ponad 26 tysięcy. W roku 1946 nastąpił wzrost liczby ludności do 108 670.
Do Szczecina przyjeżdżali przesiedleńcy z byłych Kresów Wschodnich, z Niemiec i różnych stron Polski. Zajmował się nimi punkt Państwowego Urzędu Repatriacyjnego przy ul. Jagiellońskiej. Wśród przybywających do Szczecina był oddział polskich żołnierzy generała Maczka, który po przypłynięciu statkiem Izar został dowieziony samochodami na pl. Żołnierza. Stąd oddział przemaszerował do punktu PUR w mundurach i z karabinami na piersiach.
Od roku 1947 przyrost liczby ludności był wolniejszy, związany przede wszystkim z dużym wówczas przyrostem naturalnym.
Równocześnie zmniejszała się liczba ludności niemieckiej (w grudniu 1945 zarejestrowanych w Szczecinie było 57215 Niemców). Po konferencji poczdamskiej rozpoczęto realizację planu wysiedlania Niemców z Pomorza Zachodniego według planu, który został zaakceptowany w Poczdamie. Techniczno-organizacyjne warunki akcji uzgodniono 14 lutego 1946 roku (data podpisania umowy między rządem polskim i brytyjskim).
Znaczny wkład w wyjaśnienie historii wysiedlania Niemców ze Szczecina wniósł m.in. Jan Iwańczuk – syn Niemki, Eriki Schulz (znajdującej się wraz z synem w roku 1947 na liście przesiedleńczej w Drawsku Pomorskim) i polskiego oficera, Tomasza Iwańczuka. Jan Iwańczuk i Renate Jachow zaangażowali się w analizę dokumentów z czasów wysiedleń, uzupełniając wiedzę na ten temat i prostując w swoich publikacjach liczne przeinaczenia (Jan Iwańczuk jest m.in. autorem artykułów w periodyku Szczeciner (Nr 2.2012, Nr 7.2016) oraz w Encyklopedii Pomorza Zachodniego – pomeranica. pl związanych z tym wydarzeniem). Stwierdzili, że przesiedlenia Niemców z regionu Pomorza Zachodniego odbywały się w znacznie lepszych warunkach niż wywózki Polaków przez Niemców i Rosjan w trakcie wojny. Zgodnie z międzynarodowymi ustaleniami wywózkę nadzorowali Anglicy. Początkowo przesiedleńcy (ok. 40 tysięcy) wypływali na statkach, z przekazanego Polakom przez Rosjan nabrzeża „Oko”. W kolejnych miesiącach nadzorujący Anglicy zrezygnowali z drogi morskiej, decydując o wykorzystaniu kolei (przyczyny tej decyzji są nieznane).
W czasie transportów korzystano z tzw. pociągów wahadłowych (ok. 55 wagonów), ogrzewanych i przystosowanych do spania, ochranianych przez żołnierzy KBW i MO. W latach 1946–1947 wyjechało do Niemiec 59 transportów (drogą morską do Lubeki i koleją): w roku 1946 – do brytyjskiej strefy okupacyjnej, w roku 1947 – do strefy radzieckiej. W ramach tej akcji wysiedlono łącznie 50475 osób, w tym 11033 mężczyzn, 22683 kobiet, 16759 dzieci.
| Rok  | Liczba ludności w tys. (31 grudnia) | Liczba względna (1945 = 100) |
| 1945 | 26                                  | 100                          |
| 1946 | 108,7                               | 418                          |
| 1947 | 135,7                               | 522                          |
| 1948 | 144,8                               | 557                          |
| 1950 | 179,9                               | 692                          |
| 1955 | 229,5                               | 883                          |
| 1960 | 273                                 | 1050                         |
| 1965 | 312                                 | 1200                         |
| 1970 | 337,4                               | 1298                         |
| 1975 | 369,7                               | 1422                         |
| 1980 | 388,3                               | 1493                         |
| 1990 | 413,4                               | 1590                         |
| 1993 | 417,7                               | 1606                         |

### Funkcjonowanie miasta w latach 1946–1989
28 stycznia 1946 roku nastąpiło otwarcie radiostacji Polskiego Radia w Szczecinie.
13 i 14 kwietnia 1946 roku w mieście odbyły się uroczystości pod hasłem „Trzymamy Straż Nad Odrą”, podczas których na wiecu do ludności miasta przemawiali prezydent Bolesław Bierut i marszałek Michał Żymierski.
15 czerwca 1946 roku otwarto w mieście Teatr Polski.
W 1948 roku wzniesiono na pl. Żołnierza Polskiego Pomnik Wdzięczności upamiętniający żołnierzy radzieckich, którzy polegli w walkach o miasto w 1945 roku. Również w 1948 roku odsłonięto na pl. Grunwaldzkim ufundowaną przez środowisko „dąbrowszczaków” pamiątkową płytę ku czci gen. Świerczewskiego w pierwszą rocznicę jego śmierci w walce z oddziałami UPA.
W 1953 roku rozpoczęto prace przy odbudowie najcenniejszych obiektów na terenie Starego Miasta. Odbudową objęto średniowieczne kościoły św. Jakuba Apostoła, św. Piotra i św. Pawła oraz św. Jana Ewangelisty, Stary Ratusz, nowożytne pałace Grumbkowa i Velthusena, Bramy Berlińską i Królewską, Basztę Panieńską oraz zamek Książąt Pomorskich wraz z kamieniczkami ulicy Kuśnierskiej na Starym Mieście.

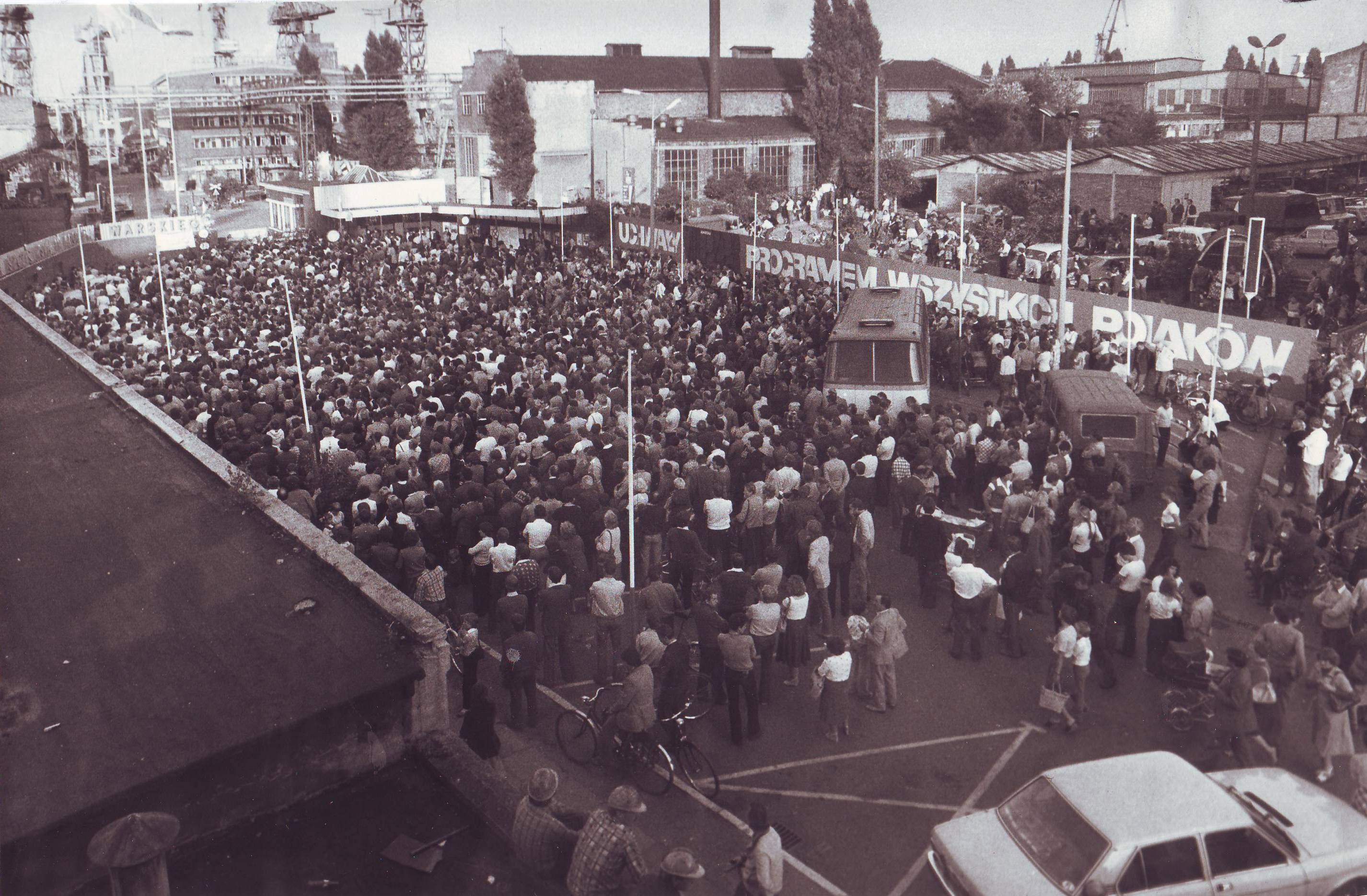
Strajk w Stoczni, 1980

W grudniu 1970 i sierpniu 1980 w Szczecinie miały miejsce strajki i demonstracje robotnicze.
3 września 1978 roku odsłonięto przy ul. Piotra Skargi Pomnik Czynu Polaków. Trzy orły symbolizują trzy pokolenia Polaków zmagających się z żywiołem germańskim.
W 1980 r. podpisano tzw. porozumienia sierpniowe. 11 czerwca 1987 miasto odwiedził papież Jan Paweł II.
W latach 1946–1975 miasto było stolicą tzw. dużego województwa szczecińskiego, zaś w latach 1975–1998 – tzw. małego województwa szczecińskiego.

## Okres po 1989 r.
27 maja 1990 odbyły się pierwsze wolne wybory samorządowe do szczecińskiej Rady Miasta. Od kwietnia do września 1993 miały miejsce uroczyste obchody 750-lecia nadania praw miejskich Szczecinowi.
Od 1999 miasto jest główną kwaterą Wielonarodowego Korpusu Północno-Wschodniego sił NATO.
W dniach 4–7 sierpnia 2007 odbył się w Szczecinie finał operacji Żagiel – The Tall Ships’ Races (po odwiedzeniu kolejno – duńskiego Århus, fińskiej Kotki i szwedzkiego Sztokholmu) międzynarodowych regat żaglowców. Organizatorzy stwierdzili, że teren zlotu odwiedziły 2 miliony ludzi.

## Status Szczecina i przynależność państwowa
| Okres         |            | Państwo                                   | Zwierzchność                              | Jednostka administracyjna               | Status miasta             |
| ------------- | ---------- | ----------------------------------------- | ----------------------------------------- | --------------------------------------- | ------------------------- |
| ok. 967–1008  |            | Księstwo Polskie                          | Księstwo Polskie                          | b.d.                                    |                           |
| ok. 1100–1121 |            | Pogańskie Księstwo pomorskie              | Pogańskie Księstwo pomorskie              | b.d.                                    | gród z podgrodziem        |
| 1121–1138     |            | Księstwo pomorskie                        | lenno Państwa Polskiego                   | b.d.                                    | gród z podgrodziem        |
| 1138–1147     |            | Księstwo pomorskie                        | lenno Świętego Cesarstwa Rzymskiego       | b.d.                                    | gród z podgrodziem        |
| 1147–1181     |            | Księstwo pomorskie                        | Księstwo pomorskie                        | b.d.                                    | gród z podgrodziem        |
| 1181–1185     |            | Księstwo pomorskie                        | lenno Świętego Cesarstwa Rzymskiego       | b.d.                                    | gród z podgrodziem        |
| 1185–1235     | Dania      | Księstwo pomorskie                        | lenno Królestwa Danii                     | b.d.                                    | gród z podgrodziem        |
| 1235–1637     |            | Księstwo pomorskie                        | księstwo Świętego Cesarstwa Rzymskiego    | b.d.                                    | miasto od 1243 r.         |
| 1637–1720     | Szwecja    | Królestwo Szwecji                         | lenno Świętego Cesarstwa Rzymskiego       | Pomorze Szwedzkie                       | Miasto Szczecin           |
| 1720–1803     |            | Królestwo Prus                            | lenno Świętego Cesarstwa Rzymskiego       |                                         | Miasto Szczecin           |
| 1803–1815     |            | Królestwo Prus                            | Królestwo Prus                            |                                         | Miasto Szczecin           |
| 1815–1866     |            | Królestwo Prus                            | Związek Niemiecki                         | prowincja Pomorze, rejencja szczecińska | Miasto Szczecin           |
| 1867–1871     |            | Królestwo Prus                            | Związek Północnoniemiecki                 | prowincja Pomorze, rejencja szczecińska | Miasto Szczecin           |
| 1871–1918     |            | Cesarstwo Niemieckie, Królestwo Prus      | Cesarstwo Niemieckie, Królestwo Prus      | prowincja Pomorze, rejencja szczecińska | Miasto Szczecin           |
| 1919–1933     |            | Republika Weimarska, kraj związkowy Prusy | Republika Weimarska, kraj związkowy Prusy | prowincja Pomorze, rejencja szczecińska | Miasto Szczecin           |
| 1933–1939     | III Rzesza | III Rzesza                                | III Rzesza                                | prowincja Pomorze, rejencja szczecińska | Miasto Szczecin           |
| 1939–1945     | III Rzesza | III Rzesza                                | III Rzesza                                | prowincja Pomorze, rejencja szczecińska | Wielkie Miasto Szczecin   |
| 1945–1952     | Polska     | Rzeczpospolita Polska                     | Rzeczpospolita Polska                     | województwo szczecińskie                | Szczecin (powiat grodzki) |
| 1952–1975     | Polska     | Polska Rzeczpospolita Ludowa              | Polska Rzeczpospolita Ludowa              | województwo szczecińskie                | Szczecin (powiat miejski) |
| 1975–1989     | Polska     | Polska Rzeczpospolita Ludowa              | Polska Rzeczpospolita Ludowa              | województwo szczecińskie                | Szczecin (gmina miejska)  |
| 1989–1998     | Polska     | Rzeczpospolita Polska                     | Rzeczpospolita Polska                     | województwo szczecińskie                | Szczecin (gmina miejska)  |
| od 1999       | Polska     | Rzeczpospolita Polska                     | Rzeczpospolita Polska                     | województwo zachodniopomorskie          | Szczecin (powiat grodzki) |

## Zmiany granic administracyjnych Szczecina
- 1964, 31 grudnia – do Szczecina przyłączono z gromady Kliniska Wielkie część obszaru wsi Załom obejmujące oddziały leśne Nadleśnictwa Kliniska o łącznej powierzchni 315,21 ha[51]
- 1988, 1 stycznia – do Szczecina została przyłączona część wsi Załom o powierzchni 95,39 ha z gminy Goleniów[52]
- 2008, 1 stycznia – od Szczecina zostaje odłączone osiedle mieszkaniowe przy ul. Ofiar Stutthofu (część Mścięcina) o łącznej powierzchni 24,91 ha; zostaje przyłączone do miasta Police[53]